# Svartkronad timalia
Svartkronad timalia (Pellorneum capistratum) är en fågel i familjen marktimalior inom ordningen tättingar.

## Utseende och läte
Svartkronad timalia är en knubbig, brun timalia med mörk hjässa, orangefärgat bröst och vit strupe. Noterbart är även ett långt ögonbrynsstreck, orangebrunt i främre delen och vit i den bakre delen. Lätet är ett ljust "jiwee", ibland följt av en raspig fallande ton. Även hårda, nasala och raspiga ljud kan höras. 

## Utbredning och systematik
Svartkronad timalia behandlas vanligen som monotypisk, förekommande endast på ön Java i Indonesien. Tidigare inkluderades även gråbrynad timalia (Pellorneum nigrocapitatum) och vitbrynad timalia (Pellorneum capistratoides) i arten. 

## Levnadssätt
Svartkronad timalia hittas i skogar i låglänta områden och förberg. Där springer den omkring på marken likt en gnagare, krafsande genom torra löv på jakt efter föda. Den ses enstaka eller i par.

## Status och hot
Arten har ett stort utbredningsområde, men tros minska i antal, dock inte tillräckligt kraftigt för att den ska betraktas som hotad. Internationella naturvårdsunionen IUCN listar arten som livskraftig (LC).